# 陸軍大学校 (ドイツ)

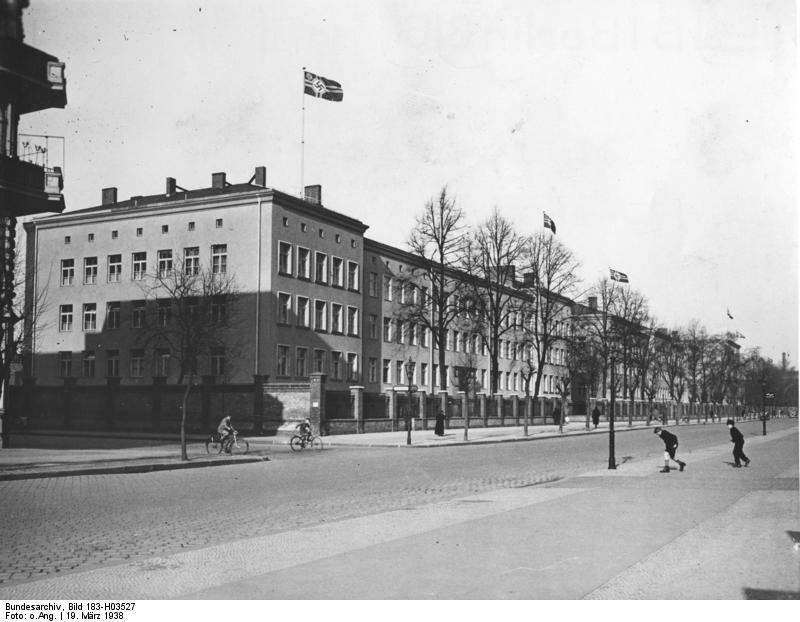
1938年撮影

陸軍大学校（ドイツ語: Kriegsakademie〈クリークスアカデミー〉）は、ドイツ陸軍の参謀学校。日本の陸軍大学校に相当する。プロイセン陸軍大学校（ドイツ語: Preußische Kriegsakademie）とも。

## 概要
1810年10月15日、ゲルハルト・フォン・シャルンホルストによって、Allgemeine Kriegsschuleとして創設された。1914年に第一次世界大戦が始まると陸大は閉鎖され、終戦後のヴェルサイユ条約によって禁止された。1935年に再開され、1945年に閉鎖された。後身はハンブルクにある連邦軍指揮幕僚大学校である。同校は、陸軍士官学校（Hauptkadettenanstalt）、Militärfachschulen（Waffenschulen）、Kriegsschulenとは区別される。

## 歴代校長
| 階級                   | 氏名                              | 在任期間                                                                      |
| ---------------------- | --------------------------------- | ----------------------------------------------------------------------------- |
| 大佐/少将              | Carl Andreas von Boguslawski      | 1810年8月6日 - 1817年9月21日まで                                              |
| 大佐/少将              | カール・フォン・クラウゼヴィッツ  | 1818年5月9日 - 1831年11月16日まで                                             |
| 少将                   | Leopold von Lützow                | 1832年3月30日 - 1834年3月9日まで                                              |
| 少将                   | Johann Georg Emil von Brause      | 1834年3月10日 - 1836年4月10日まで                                             |
| 中将                   | Otto August Rühle von Lilienstern | 1837年3月30日 - 1847年7月1日まで                                              |
| 中佐/大佐/少将         | Eduard von Höpfner                | 1848年11月3日 - 1856年9月5日まで                                              |
| 少将/中将              | Carl Friedrich Schmidt            | 1856年9月18日 - 1860年6月30日まで                                             |
| 中将                   | Eduard von Schlichting            | 1860年7月1日 - 1864年5月17日                                                  |
| 中将                   | Friedrich von Monts               | 1864年5月18日 - 1864年6月24日 (mit der Wahrnehmung der Geschäfte beauftragt)  |
| 中将                   | Friedrich von Monts               | 1864年6月25日 - 1866年5月16日まで                                             |
| 中将/歩兵大将          | August von Etzel                  | 1866年11月3日 - 1871年5月19日                                                 |
| General der Infanterie | Karl Rudolf von Ollech            | 1871年5月20日 - 1877年12月14日まで                                            |
| 少将/中将              | Friedrich von Flatow              | 1877年12月15日 - 1886年9月6日まで                                             |
| 中将                   | Arthur von Lattre                 | 1886年9月18日 - 1890年9月15日まで                                             |
| 中将                   | Bernhard von Brauchitsch          | 1890年9月20日 - 1896年4月18日まで                                             |
| 中将/砲兵大将          | Karl von Villaume                 | 1896年4月19日 - 1900年6月3日まで                                              |
| 中将                   | Georg von Rechenberg              | 1900年6月16日 - 1902年8月19日まで                                             |
| 少将/中将              | Karl Litzmann                     | 1902年9月12日 - 1905年3月31日まで                                             |
| 少将                   | Hans von Flatow                   | 1905年4月 - 1905年12月18日まで (mit der Wahrnehmung der Geschäfte beauftragt) |
| 中将                   | Hans von Flatow                   | 1905年12月19日 - 1909年7月6日まで                                             |
| 中将                   | Kurt von Manteuffel               | 1909年7月7日 - 1913年3月31日まで                                              |
| 中将                   | Erich von Gündell                 | 1913年4月1日 - 1913年9月3日まで                                               |
| 中将                   | Kuno von Steuben                  | 1913年9月4日 - 1914年8月1日まで                                               |